# شتاح (سيئون)
'

تعديل مصدري - تعديل

شتاح هي إحدى قرى عزلة سيئون بمديرية سيئون التابعة لمحافظة حضرموت، بلغ تعداد سكانها 439 نسمة حسب تعداد اليمن لعام 2004.